# 抗戰勝利暨台灣光復五十週年紀念碑
22°37′15″N 120°20′44″E / 22.620934°N 120.345598°E
抗戰勝利暨台灣光復五十週年紀念碑，位在臺灣高雄市鳳山區，由退伍軍人潘長發推動，1995年立。

## 由來
17歲就參加抗日戰爭、高雄瑞豐國中退休國文老師的潘長發，一日讀到謝東閔發表中華民國抗戰勝利暨臺灣光復紀念活動文章，興起建立紀念碑的計畫。碑體設計除高度7.7公尺外，有7尊石獅、台階7階，意指七七事變。潘長發以4年時間到立法院陳情，但只獲軍系立委蕭金蘭等支持。如民進黨立委沈富雄、陳昭南、顏錦福等認為抗戰勝利紀念碑有必要建立，但應兩岸人民共同出資在盧溝橋豎立。潘長發長期無助下，便至鳳山市找市民代表劉德林幫忙。經劉德林在代表會提案後，獲27位代表通過。通過後，市長林龍瑞在數天內中就找到立碑地點。碑址在鳳山區南京路口與國泰路的三角地帶，是可寓意南京大屠殺、與國泰民安等。
1995年9月4日上午，由鳳山市長林龍瑞、代表會主席楊見福、參與七七抗戰的姚俊、田吉祥、李友德、潘長發等人共同主持動土典禮，立委蕭金蘭等地方人士百多名應邀觀禮。該年10月25日，臺灣光復節，由鳳山市長林龍瑞、市民代表會主席楊見福，及退伍軍人姚俊、田吉祥及李友德、潘長發共同主持揭幕。

## 後續

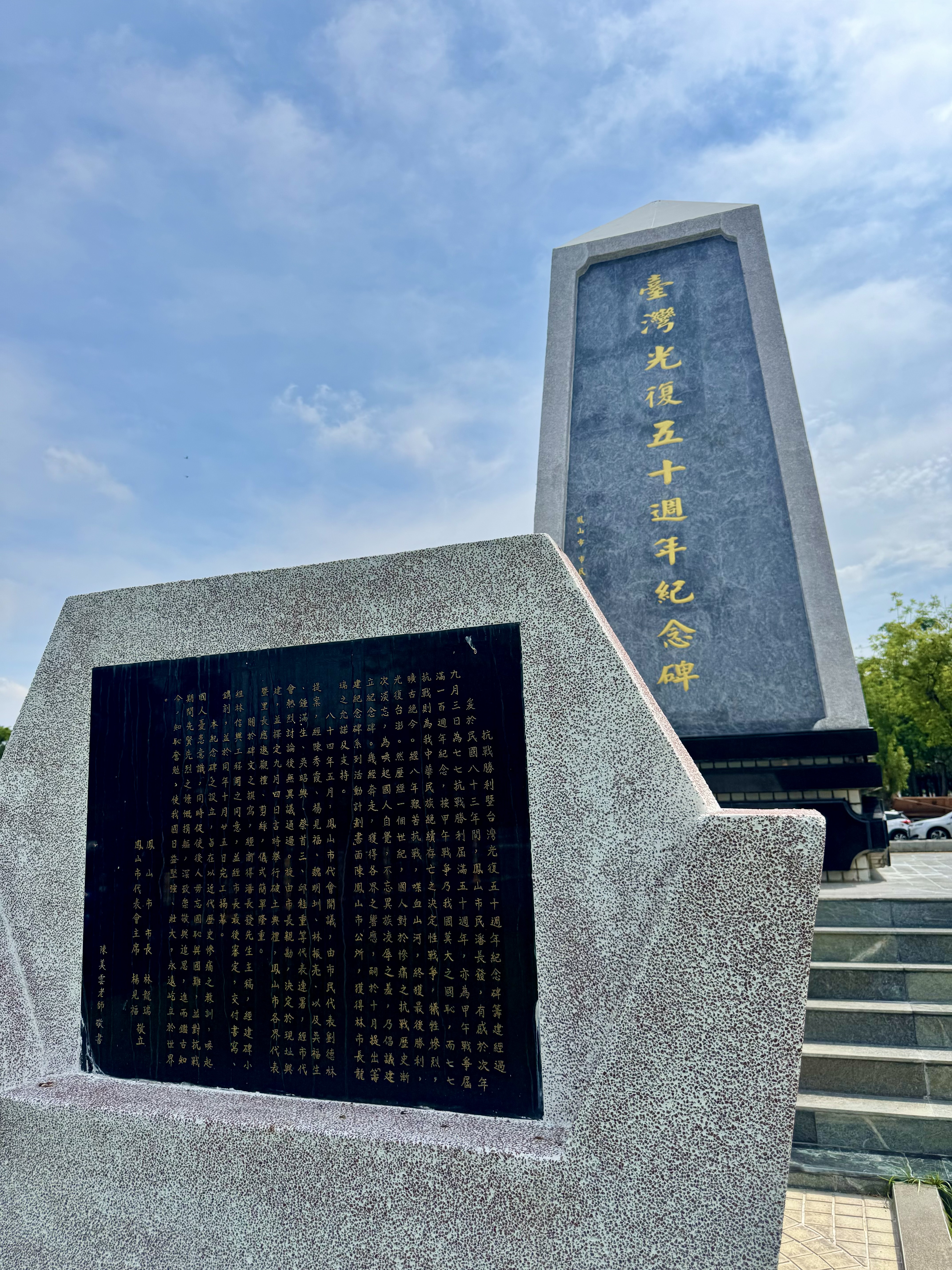
「臺灣光復五十周年紀念碑」面

碑體之所以一體兩面，一面「七七抗戰勝利紀念碑」，另一面為「台灣光復五十周年紀念碑」，是告知莫忘日本侵略中國與統治台灣。其中「七七抗戰勝利紀念碑」的大理石牆面，於2024年受颱風山陀兒破壞，市議員劉德林便於該年10月25日前來要求市府儘速修復。2025年4月19日舉行修復完成典禮，國民黨高雄市黨部主委柯志恩、國民黨黃國雄黨部、高雄市高雄縣退伍軍人協會及地方多位里長、數百位民眾見證。